# Yinka Ajayi
Yinka Ajayi (ur. 11 sierpnia 1997) – nigeryjska lekkoatletka specjalizująca się w biegach sprinterskich.
Weszła w skład nigeryjskiej sztafety 4 × 400 metrów, która w 2015 zdobyła złoto mistrzostw Afryki juniorów. Srebrna medalistka rozgrywanych w Durbanie mistrzostw Afryki (2016). W 2017 zdobyła dwa srebra i brąz igrzysk solidarności islamskiej oraz osiągnęła półfinał biegu na 400 metrów podczas mistrzostw świata w Londynie.
Medalistka mistrzostw Nigerii.
Rekordy życiowe: bieg na 400 metrów – 51,30 (18 lipca 2017, Ozoro).

## Osiągnięcia
| Rok  | Impreza                          | Miejsce     | Konkurencja             | Lokata     | Wynik   |
| ---- | -------------------------------- | ----------- | ----------------------- | ---------- | ------- |
| 2014 | Mistrzostwa świata juniorów      | Eugene      | sztafeta 4 × 400 metrów | 5. miejsce | 3:35,14 |
| 2015 | Mistrzostwa Afryki juniorów      | Addis Abeba | sztafeta 4 × 400 metrów | 1. miejsce | 3:38,94 |
| 2016 | Mistrzostwa Afryki               | Durban      | bieg na 400 metrów      | półfinał   | 53,54   |
| 2016 | Mistrzostwa Afryki               | Durban      | sztafeta 4 × 400 metrów | 2. miejsce | 3:29,94 |
| 2017 | Igrzyska solidarności islamskiej | Baku        | bieg na 400 metrów      | 3. miejsce | 52,57   |
| 2017 | Igrzyska solidarności islamskiej | Baku        | sztafeta 4 × 100 metrów | 2. miejsce | 46,20   |
| 2017 | Igrzyska solidarności islamskiej | Baku        | sztafeta 4 × 400 metrów | 2. miejsce | 3:34,47 |
| 2017 | Mistrzostwa świata               | Londyn      | bieg na 400 metrów      | półfinał   | 52,10   |
| 2017 | Mistrzostwa świata               | Londyn      | sztafeta 4 × 400 metrów | 5. miejsce | 3:26,72 |